# Dean Parisot
Aldo Luis „Dean“ Parisot (* 6. Juli 1952 in Wilton, Connecticut) ist ein US-amerikanischer Drehbuchautor, Regisseur und Filmproduzent.

## Leben
Sein Debüt als Regisseur gab Parisot 1985 mit dem Kurzfilm Tom geht in die Kneipe. Drei Jahre später drehte er mit The Appointments of Dennis Jennings einen weiteren Kurzfilm, für den er 1989 mit dem Oscar in der Kategorie Bester Kurzfilm ausgezeichnet wurde. Ebenfalls 1988 verfasste er sein erstes Drehbuch für den Film Still Life. Bis Ende der 1990er Jahre war Parisot vornehmlich als Regisseur für das Fernsehen tätig. Er inszenierte Fernsehfilme und drehte einige Episoden verschiedener Fernsehserien. 1993 produzierte er mehrere Episoden der Serie Bakersfield P.D., für die er auch als Regisseur tätig war. 1998 drehte er mit Verliebt in Sally seinen ersten Kinofilm, gefolgt von dem Science-Fiction-Film Galaxy Quest – Planlos durchs Weltall ein Jahr später. Daran anschließend arbeitete Parisot wieder für das Fernsehen und inszenierte beispielsweise zwei Episoden der Serie Monk. Mit der Filmkomödie Dick und Jane aus dem Jahr 2005 realisierte Parisot seinen dritten Kinofilm. 2013 folgte mit dem Actionfilm R.E.D. 2 eine weitere Kinoproduktion. Es handelt sich um die Fortsetzung der Filmkomödie R.E.D. – Älter, Härter, Besser aus dem Jahr 2010. Seither ist Parisot vor allem als Regisseur für verschiedene Fernsehserien tätig. 2020 folgte mit der Filmkomödie Bill & Ted retten das Universum (Bill & Ted Face the Music) die zweite Fortsetzung zu Bill & Teds verrückte Reise durch die Zeit (1989).
Dean Parisot lebte bis zu ihrem Tod mit seiner Frau Sally Menke und den gemeinsamen Kindern in Los Angeles.

## Filmografie (Auswahl)
- 1985: Tom geht in die Kneipe (Tom Goes to the Bar)
- 1988: The Appointments of Dennis Jennings (Kurzfilm)
- 1990: Reingelegt (Framed)
- 1998: Verliebt in Sally (Home Fries)
- 1999: Galaxy Quest – Planlos durchs Weltall (Galaxy Quest)
- 2002, 2009: Monk (Fernsehserie, 3 Episoden)
- 2005: Dick und Jane (Fun with Dick and Jane)
- 2013: R.E.D. 2 (Red 2)
- 2016: Dirk Gentlys holistische Detektei (Dirk Gently’s Holistic Detective Agency, Fernsehserie, 2 Episoden)
- 2020: Bill & Ted retten das Universum (Bill & Ted Face the Music)

## Auszeichnungen (Auswahl)
- 1989: Oscar/Bester Kurzfilm für The Appointments of Dennis Jennings
- 2000: Saturn Award für die beste Regie nominiert für Galaxy Quest – Planlos durchs Weltall